# France Gall
Isabelle Geneviève Marie Anne Gall, más conocida como France Gall (París, Francia, 9 de octubre de 1947-Neuilly-sur-Seine, 7 de enero de 2018), fue una popular cantante, modelo y actriz francesa.
Gall comenzó su carrera musical como símbolo de una juventud bondadosa e irreverente. Su popularidad traspasó fronteras a partir de 1965 , con tan solo diecisiete años  ganó el primer premio como candidata de Luxemburgo en el Festival de Eurovisión con la canción «Poupée de cire, poupée de son» , escrita y compuesta por Serge Gainsbourg. Dicha canción fue traducida a muchos idiomas y Gall se alcanzó popularidad en toda Europa, especialmente en Alemania e Italia.
A principios de los años setenta, Gall había perdido popularidad en su país natal, pero fue hasta 1976 cuando se casó con Michel Berger quien le compuso numeroso éxitos como ser «Ella Elle l'a», sencillo en el cual se convirtió en un verdadero hit en toda Europa, así como en América (especialmente en Quebec, el Cono Sur y Brasil) y en Asia (especialmente en Japón).
La cantante sufrió un cáncer de pecho, que remontó, y luego recibió el golpe del fallecimiento de su hija en 1997. Puso entonces fin a su carrera. En los últimos años, se dedicó en gran medida a acciones humanitarias.

## Biografía

### Familia e infancia
France Gall siempre estuvo en contacto con el mundo de la música. Su padre era el letrista Robert Gall (autor de, «La Mamma» para Charles Aznavour y otros temas para Édith Piaf). Su madre, Cécile Berthier, es hija de Paul Berthier, cofundador del coro Les petits chanteurs à la croix de bois. France era sobrina del compositor Jacques Berthier y prima del guitarrista Denys Lable.
Creció en el XII distrito de París junto a sus hermanos mayores mellizos Philippe y Patrice. Comenzó la secundaria en el instituto Paul Valéry, pero acabó dejando los estudios tras repetir curso a los 16 años.

### La niña cantante
En 1963, Robert Gall animó a su hija de 15 años a grabar canciones y envió las pruebas al editor Denis Burgeois, con quien France realizó una audición en el Teatro de los Campos Elíseos. Le impresionó tanto su voz e imagen, que Burgeois la contrató de inmediato. A partir de ese momento, France empieza a trabajar para la compañía Phillips, donde Burgeois era director artístico y donde trabajaba también el compositor Serge Gainsbourg. Este, aceptó la solicitud de Burgeois de componer para la joven France Gall. Gainsbourg a su vez hizo posible que Gall grabara con arreglos del músico de jazz Alain Goraguer.
El primer sencillo de France Gall fue el tema con algo de twist «Ne sois pas si bête», que sonó por vez primera en la radio justo en su decimosexto cumpleaños. El primer tema que le compuso Gainsbourg, «N'écoute pas les idoles», fue todo un éxito en su país llegando a permanecer dos semanas en las listas en marzo de 1964. Fue entonces cuando Gall hizo también su debut en vivo, como telonera de Sacha Distel en Bélgica. Se unió al equipo del mánager de Distel, Maurice Tézé, quien también era letrista. Esto permitió que France tuviera un repertorio original, a diferencia de las contemporáneas chicas yeyé que cantaban adaptaciones.
Sumado a las canciones escritas por su padre (como «Les Rubans et la Fleur»), el éxito de Gall se construyó sobre un abanico de canciones pop, creadas por compositores y letristas franceses como Gérard Bourgeois, Jean-Pierre Bourtayre, Joe Dassin, Jacques Datin, Pierre Delanoë, Jean Dréjac, Alain Goraguer, Hubert Giraud, Georges Liferman, Guy Magenta, Eddy Marnay, Jean-Michel Rivat, Jean-Max Rivière, Frank Thomas, Maurice Vidalin, André Popp, Gilles Thibaut y Jean Wiener.
A menudo las canciones de Gall exponían el estereotipo de la mente ingenua de una adolescente de la época. Las orquestaciones de Alain Gouraguer combinaban estilos, permitiéndole navegar entre el jazz, canciones infantiles, baladas con toques clasicistas, o lo que viniera. Por ejemplo, las mezclas con jazz se pueden oír en temas como «Jazz à gogo» (R. Gall y A. Goraguer) y «J'entends cette musique» (de Datin y R. Gall). La asociación entre Gall y Gainsbourg produjo muchos sencillos populares, como por ejemplo «Laisse tomber les filles». Gainsbourg también grabó secretamente la risa explosiva de Gall para usarla en «Pauvre Lola», un tema de su álbum de 1964 «Gainsbourg Percussions». Aunque había rehusado previamente, Gall grabó a finales de 1964 la canción infantil «Sacré Charlemagne», con letra de su padre y arreglos de Georges Liferman, la cual fue un verdadero éxito en 1965 llegando a vender dos millones de copias.
Por entonces Gall ya era una invitada habitual de la televisión francesa.

### Eurovisión 1965

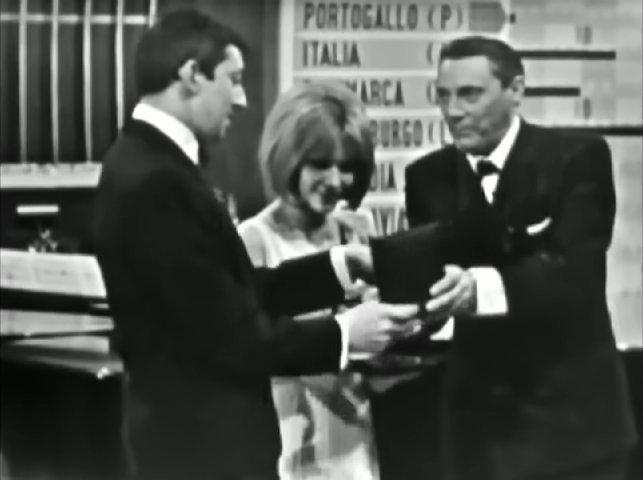
Eurovision 1965 - Serge Gainsbourg, France Gall y Mario del Monaco.

Ese año, Gall fue seleccionada para representar a Luxemburgo en el Festival de Eurovisión tras intentar previamente representar a su propio país. De las diez canciones que le propusieron, eligió «Poupée de cire, poupée de son» de Gainsbourg. El 20 de marzo de 1965 France Gall interpretó el tema en Nápoles (Italia) convirtiéndose en la ganadora, pese a que Gainsbourg no estaba convencido de que su canción fuese aceptada por los jurados. El triunfo de Eurovisión permitió que France se diera a conocer en otros países: grabó «Poupée de cire, poupée de son» en alemán, italiano y japonés, vendió más de 3 millones y medio de sencillos y se fabricaron multitud de artículos como muñecas y llaveros inspirados en Gall y la canción. Nunca grabó versiones de esta canción en inglés o español, aunque se hicieron versiones por la estrella inglesa Twinkle y por la española Karina.
La actuación de Gall fue elegida en el 50.º Aniversario de Eurovisión como una de las mejores de la historia.

### Gira de verano

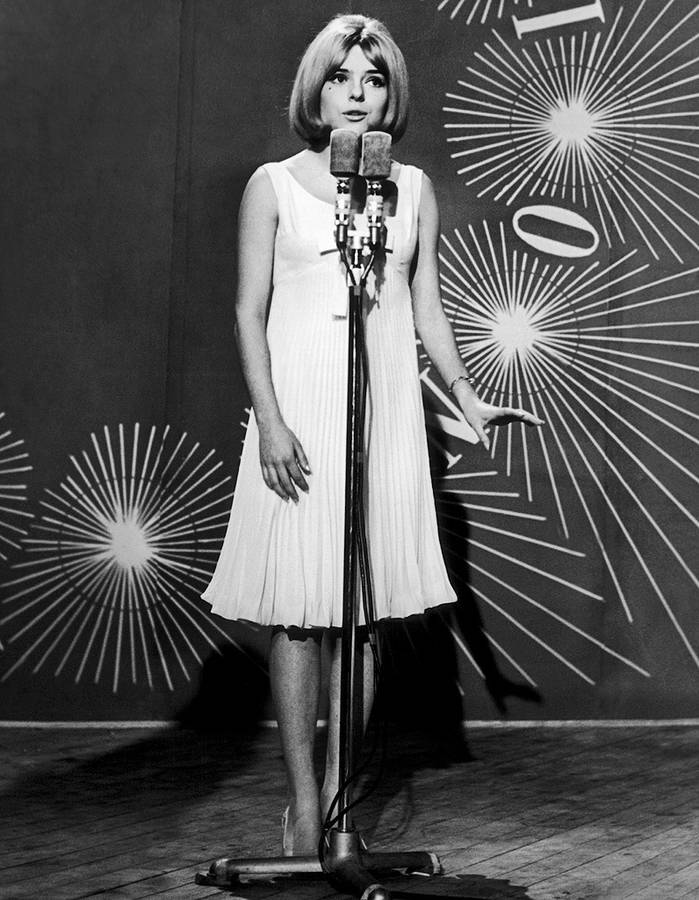
France Gall durante su actuación en el Festival de la Canción de Eurovisión 1965.

En el verano de 1965 France Gall hizo una gira ofreciendo el espectáculo «Le Grand Cirque de France», una combinación de espectáculo de radio y circo en vivo. Sus sencillos continuaron en las listas, incluyendo el tema de Gainsbourg «Attends ou va-t'en» y «Nous ne sommes pas des anges». También tuvo éxito con el sencillo de inspiración country «L'Amérique» de Eddy Marnay y Guy Magenta.
Stewart Mason comenta sobre el período temprano en la carrera de Gall, culminando en su triunfo en el Festival Eurovisión:

Aunque muchos descartan a Gall como la versión francófona de Lesley Gore, quien hacía éxitos pop livianos y ultra-comerciales con poca substancia, los éxitos de Gall de esta época tenían mucha más calidad que la mayoría. Solo Françoise Hardy realizaba grabaciones consistentemente en esos estándares en esa época. Si bien su aguda y algo suspirante voz era francamente algo limitada, ella dio lo mejor de sí. Incluso melodías tontillas como "Sacré Charlemagne", un dueto con un par de marionetas que eran estrellas de un show infantil de la televisión francesa, resultaban infecciosas y divertidas; o con sonidos carnosos, como la seductora balada con toques de jazz "Pense à Moi" y la canción con brillante toque roquero "Laisse Tomber les Filles", eran grabaciones tan buenas como cualquier sencillo producido en los Estados Unidos o Gran Bretaña en esa época.

### 1966,‘Les sucettes’

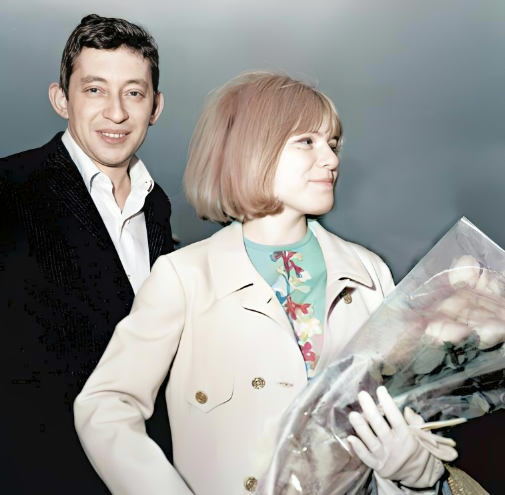
Gainsbour y Gall en 1965. Gainsbourg compuso varias canciones de Gall después de su triunfo en Eurovision.

Otra composición de Gainsbourg, «Les sucettes» de 1966, la envolvió en cierta polémica por el juego de palabras que Serge impuso. La letra narra la inocente situación de una niña (Annie), a la que le gusta gastar su calderilla en piruletas, siendo así una alegoría de la felación. Cuando se enteró del doble sentido del tema, quedó afectada al momento y acabó rompiendo su relación laboral con Gainsbourg, quien con esto quiso poner a prueba la imagen tierna e inocente de la cantante. Ese mismo año, France grabó un sensible tema llamado «Bonsoir John John». La canción estaba dedicada a John John, el hijo pequeño del presidente estadounidense asesinado John Fitzgerald Kennedy.

### Oportunidades cinematográficas
Después de una película para televisión dirigida por Jean-Christophe Averty destinada a difundir sus canciones de 1965, el famoso Walt Disney la solicita para el papel de Alicia en una versión cinematográfica de «Alicia en el País de las Maravillas». Aunque la cantante había insistido que ella no quería dedicarse al cine, aceptó este único proyecto por ser el que se ajustaba a su perfil. Lamentablemente, el proyecto fue cancelado después de la muerte de Disney en 1966.
Ese año, France participó en el especial para televisión «Viva Morandi», hecho en el mismo molde psicoanalítico que el de la película «Giulietta degli Spiriti», de Federico Fellini . Gall interpretó a «La Grâce» (La gracia) junto a Christine Lebail quien interpretó «La Pureté» (La pureza).
También grabó un cortometraje de Jacques Jacquine para la televisión en 1974 llamado «Notre correspondant à Madras». France actúa junto a Sacha Pitoëff, presentando una conversación telefónica en un futuro lejano.
La oferta más audaz con diferencia fue la del director Bernardo Bertolucci para el papel principal femenino (que fue finalmente interpretado por Maria Schneider) en «El último tango en París» (1972). Sin embargo, al leer la descripción de las escenas en que se vería envuelto su personaje, rehusó firmemente la oferta.

### Relación con Claude François
En 1964 el popular cantante Claude François da una serie de conciertos en el Olympia de París, y es allí donde France y él se conocen. Desde ese momento, inician una relación amorosa. No hay que olvidar que en aquel entonces Claude estaba casado y tenía 25 años, mientras que France es una menor de 17. Su relación era complicada, dado que Claude era un hombre posesivo y celoso. Solían romper y reconciliarse a menudo. Uno de los momentos más complicados de la pareja, fue cuando Claude rompió con France Gall por teléfono tras ganar Eurovisión. France deja definitivamente su relación con Claude François en julio de 1967. A causa de la ruptura, Claude le dedicó una canción titulada «Comme d'habitude», la cual sería más tarde adaptada al inglés como «My way» por Paul Anka.

### Era psicodélica y transición a la madurez

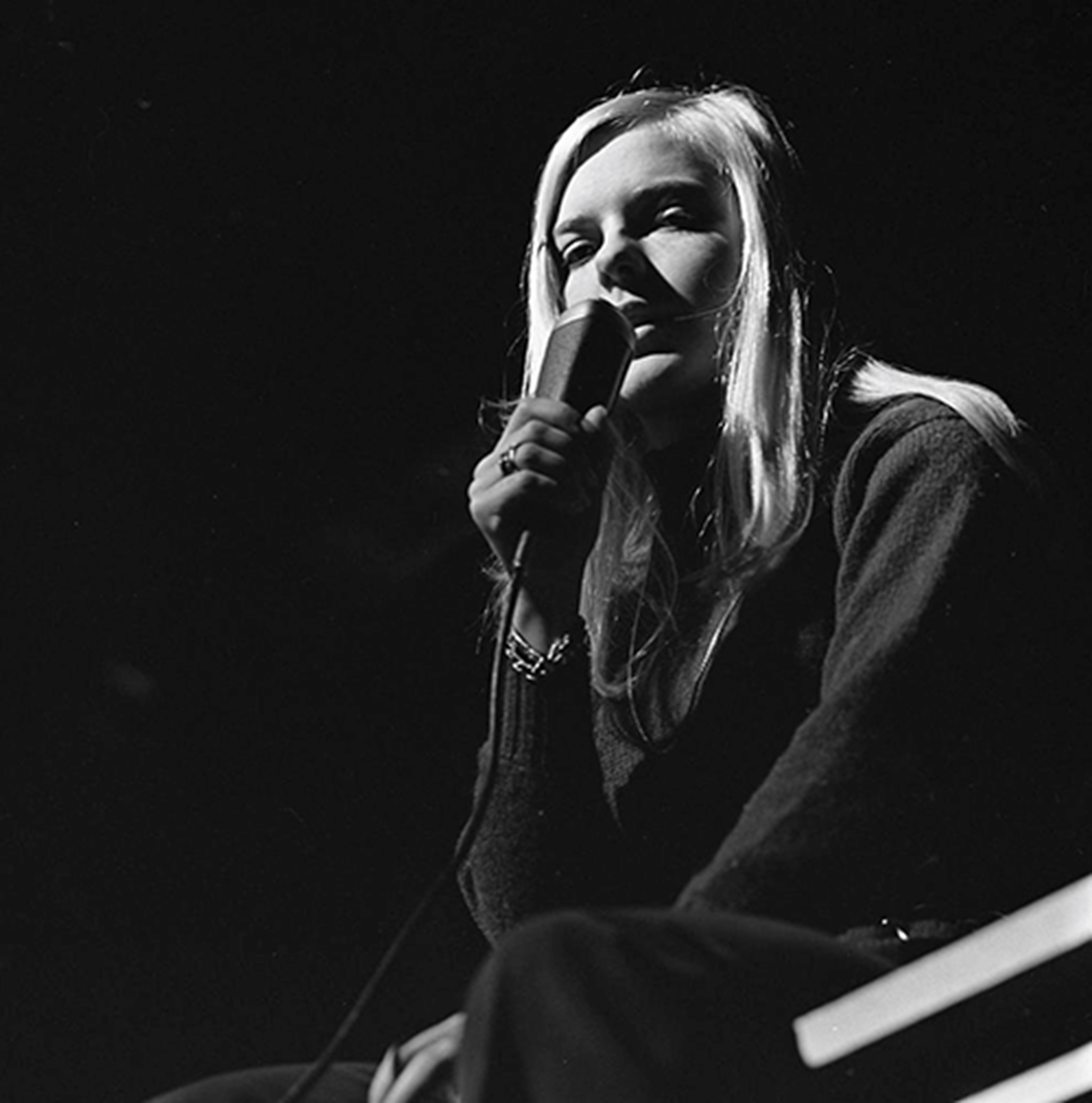
Gall en un concierto en 1968

En el comienzo de 1967, hizo un dueto con Maurice Miraud en el sencillo «La Petite», en él se describe a una jovencita protegida por un amigo de su padre. Lo sugerente del tema dio pie a cierta polémica, que lamentablemente hizo sombra a su siguiente trabajo con Gainsbourg, «Nefertiti». De todas maneras, se mantuvo diez semanas entre los diez más populares de las listas, entre octubre y noviembre de 1967 con el sencillo «Bebe Requin»,compuesto por Joe Dassin.
Otra canción de Gainsbourg, «Teenie Weenie Boppie», habla de los problemas de una chica con el LSD, en un mal viaje que incluye la presencia de Mick Jagger. Pese a esto, la canción no pudo lograr el impacto esperado.
Stewart Mason escribió sobre este periodo: «La psicodelia encontró a Gall, bajo la guía de Gainsbourg, cantando canciones bellamente extrañas... colocando algunos de los arreglos más excéntricos de Gainsbourg.» Su siguiente grabación, la balada con toque barroco «C'est toi que je veux», de nuevo con Whitaker, tampoco logró hacer impacto.
De este abanico de grabaciones de los últimos años 60, ninguna obtuvo un éxito notable a pesar de los buenos arreglos. Al llevar a cabo la transición de intérprete adolescente a adulta, Gall tomó algunos riesgos en este período de los primeros 70. Mason escribe:

Sin ser ya una adolescente, pero sin lograr redefinirse como una nueva persona, (y sin la ayuda de Gainsbourg, que en ese tiempo estaba centrado en sus propios álbumes y en su joven esposa Jane Birkin), Gall comenzaba a decaer comercial y artísticamente. Un cambio de sello de Philips a BASF en 1972 no le sirvió de ayuda... "

### Carrera en Alemania

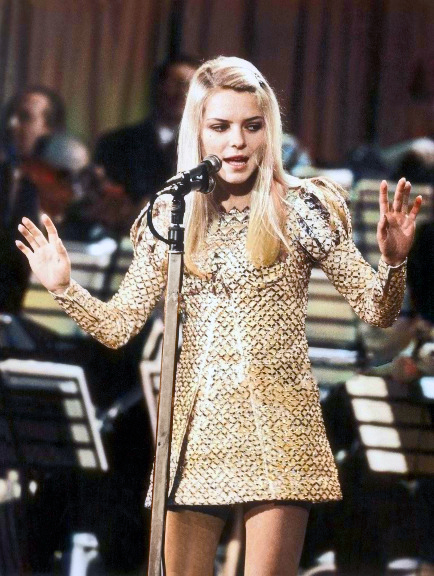
En 1969, Gall participó en el Festival de Sanremo, en Italia.

Al mismo tiempo que luchaba por mantener el estrellato en su propio país, Gall grabó regularmente en Alemania de 1967 a 1972, en particular con el compositor y arreglista Werner Müller. Logró una carrera exitosa en Alemania con canciones de Horst Buchholz y el posteriormente reconocido internacionalmente, Giorgio Moroder. Ganó el tercer puesto del Festival de la canción alemana en dos ocasiones con los temas «Der Computer Nr. 3» (1968) y «Ein bisschen Goethe, ein bisschen Bonaparte» (1969). También quedó en el cuarto puesto de ese mismo concurso en 1970 con la canción «Dann schon eher der Pianoplayer». Algunos de sus otros éxitos alemanes incluyen «Haifischbaby (Bébé requin)», «Love, l'amour und liebe», «Hippie, hippie», «Ich liebe dich, so wie du bist», «Mein Herz kann man nicht kaufen», «Die schönste Musik, die es gibt», «Was will ein Boy», «A Banda (Zwei Apfelsinen im Haar)», «I like Mozart», «Komm mit mir nach Bahia» y «Miguel».

### Relación con Julien Clerc
France conoce al cantante Julien Clerc en 1969, tras verle actuar en la edición francesa del musical «Hair». Ese mismo año empiezan a salir juntos. Julien es aceptado como un miembro más por la familia de la cantante. Ambos compran una granja en Pourrain, donde viven una vida común. Gracias a Clerc, Gall consigue grabar temas del gran Étienne Roda-Gil. Finalmente, France y Julien se separan en 1974, dado que él no desea tener hijos.

### Carrera sin Gainsbourg

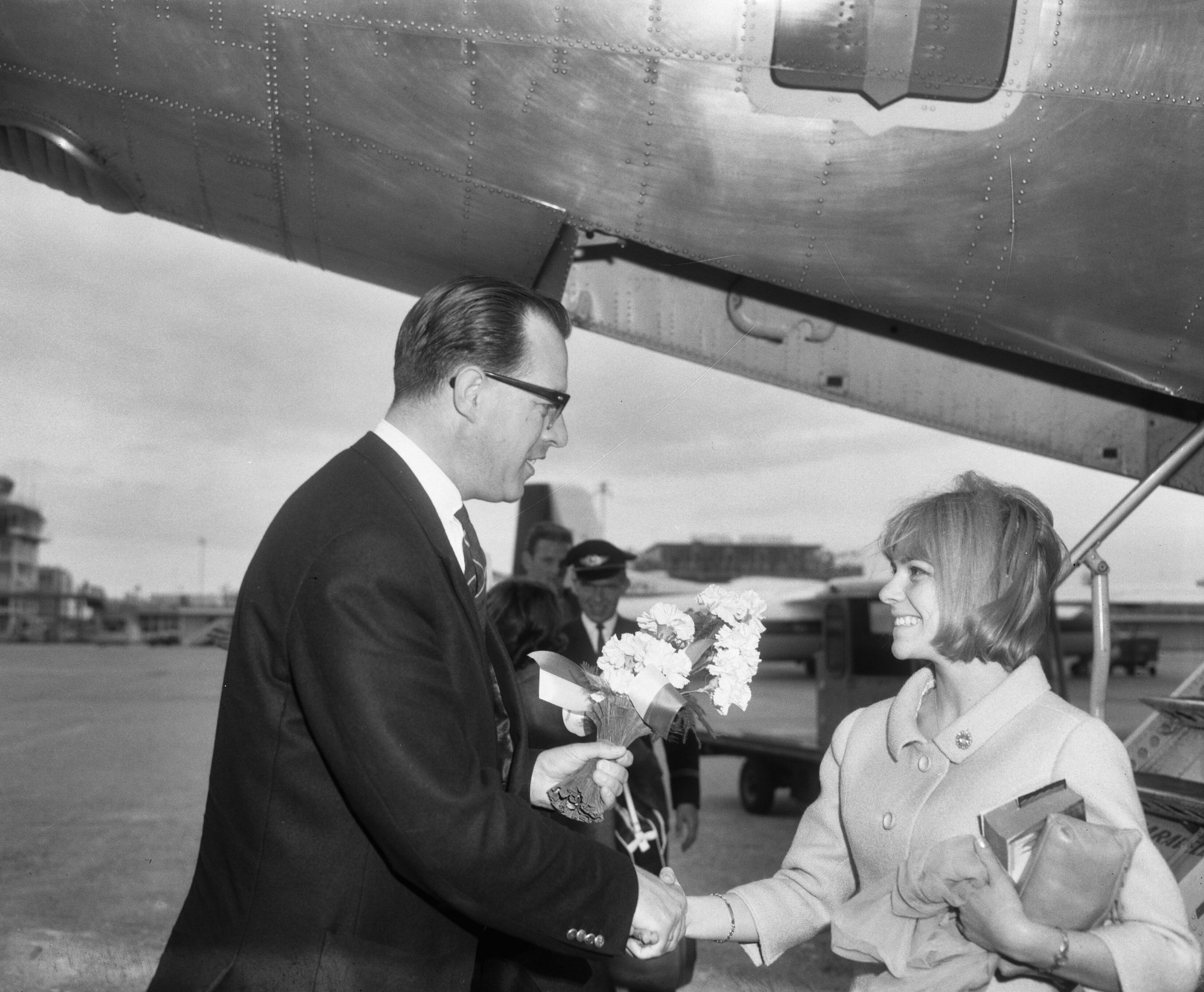
Gall es recibida en el Aeropuerto Schipol de Ámsterdam en Países Bajos, 1966.

Gall publicó otras canciones en Francia a partir de 1968, sin que ninguna logre alcanzar el interés ni las ventas que tuvo entre 1964 y 1966. Al final de 1968, a la edad de 21 años, redujo sus posibilidades tras el final de su contrato con Philips.
En 1969 se mudó al sello La Compagnie, nacido de la asociación de los artistas Hugues Aufray, Nicole Croisille y Michel Colombier. En La Compagnie Gall hace algunas grabaciones, pero no puede hallar un estilo coherente con Norbert Saada como director artístico. Gall graba dos adaptaciones, una italiana y otra británica: «L'Orage / La Pioggia» que canta junto a su intérprete original, la italiana Gigliola Cinquetti en la versión de 1969 del Festival de la Canción de San Remo; y «Les Années folles», creada por Barbara Ruskin. A excepción de «Les gens bien élevés», sus canciones fueron ignoradas. Es más, el sello La Compagnie quebró.
Los primeros años setenta continuaron siendo un período infructuoso para Gall. Aunque logró el orgullo de ser la primera artista francófona en firmar para Atlantic Records en 1971. En esta firma publica sus singles «C'est cela l'amour» (1971) y «Chasse neige» (1971), los cuales no alcanzaron las listas. Debido al déficit de ventas, Atlantic Records la despide. Entonces, France empieza a trabajar con la empresa discográfica Pathé Marcony. En 1972 Gall, por última vez y pese a su previo enojo con él, grabó dos canciones escritas por Gainsbourg, «Frankenstein» y «Les petits ballons», pero igualmente fueron ignoradas. Los resultados de su colaboración con Jean-Michel Rivat como director artístico fueron temas como «La quatrième chose» (1972, sospechosamente similar a «Everything I Own» de Bread), «Par plaisir» o «Plus haut que moi» (1973).
France Gall fue invitada por esa época a un programa de televisión presentado por su expareja, Claude Francois para cantar un popurrí de sus antiguas canciones, entre las que se incluyeron "Poupée de cire, poupée de son". Desde la década de los 70, Gall comenzó a visitar regularmente Senegal, país que amaba, donde compró un bungaló en la isla de Gorea, cerca de Dakar en 1990.

### Encuentro con Michel Berger

Gall junto a Michel Berger en Roma, 1984.

France Gall fue seducida por la música del compositor Michel Berger cuando escuchó la canción «Attends-moi» un día de 1973. Durante una posterior transmisión de radio, ella le preguntó su opinión sobre alguna de sus canciones. Aunque él quedó desconcertado por la calidad vocal de la cantante, no se habló entonces de una posible colaboración.
Solo seis meses más tarde, tras cantar los coros de la canción «Mon fils rira du rock'n'roll» del nuevo disco de Berger, Gall le pidió que escribiera para ella. Gall pensó «seguro que para él no significará nada» (documental de France 3 «France Gall by France Gall»). La respuesta fue positiva, pues en 1974, «La Déclaration d'amour» fue la primera canción desde 1967 en lograr un gran éxito. Esto fue un nuevo punto de partida para su carrera.
La afinidad de ambos artistas fue más allá de lo profesional, y se casaron el 22 de junio de 1976. France Gall compartió años de trabajo y vida familiar junto a Michel Berger. La pareja tuvo dos hijos, Pauline Isabelle en 1978 y Raphaël Michel en 1981.

### Años 1970
El primer álbum estudio producido por Michel Berger sale a la venta en 1975, vendiendo más de 180 000 discos. En él, se recogen grandes éxitos como «La Déclaration d'amour», «Comment lui dire», «Samba Mambo» o «Ce soir je ne dors pas».
Un año más tarde, Michel compone un musical basado en el cuento de «La sirenita» que se retransmite en la televisión francesa batiendo récord de audiencia. El papel estrella es encarnado por Gall.
En abril de 1977 France publica el álbum conceptual «Dancing disco». Como da a entender su propio nombre, es un álbum con influencias del género disco. El álbum es bien acogido por el público, llegando a vender más de 510 000 discos. En este álbum encontramos dos canciones muy conocidas: «Musique» y «Si maman si».
En 1978, empujada por Berger, France vuelve a actuar en el Teatro de los Campos Elíseos, encabezando un show titulado «Made in France». La pareja tardó dos años en encontrar a músicos y preparar el espectáculo, dado que la idea era ofrecer un concierto interpretado exclusivamente por mujeres. Este concierto, fue el primero en ser grabado en vídeo y publicado en disco vinilo.
En 1979, Gall formó parte de un nuevo show que se mantiene memorable para muchos. Compuesto por Michel Berger y escrito por el letrista quebequés Luc Plamondon, la ópera rock «Starmania» alcanzó un éxito nada usual para los musicales en Francia. El espectáculo fue representado un mes entero en el Palacio de Congresos de París. France Gall interpreta uno de los roles principales junto a cantantes como Daniel Balavoine, Fabienne Thibealut, Nanette Workman o Diane Dufresne. En «Starmania» se presenta una trama similar a la historia de Patty Hearst. Algunos críticos señalan la modernidad del musical y lo comparan con la actualidad: terrorismo, ecología, analogía entre el personaje de Zéro Janvier y Donald Trump, analogía entre las torres de Monopolis y el World Trade Center, etc.

### Años 1980
France Gall publica en 1980 el álbum «Paris, France», en el cual encontramos la canción «Il jouait du piano debout». Esta canción se convierte en la canción del verano, lo cual conduce a Elton John a trabajar con ella. Ambos planean grabar un álbum en dúo, por desgracia solo grabarán «Les Aveux» y «Donner Pour Donner» debido al segundo embarazo de Gall.
En enero de 1982 Gall da una serie de conciertos en el Palais des Sports de París tras sacar a la venta su nuevo álbum «Tout pour la musique». El álbum se vende a más de 858 000 copias gracias a los temas «Résiste» y «Tout pour la musique».
Dos años más tarde, France saca a la venta el álbum «Débranche» en el que encontramos canciones como «Débranche», «Hong Kong Star», «J'ai besoin de vous», «Calypso» o «Cézanne Peint». Aunque no logra el éxito del álbum anterior, este logra vender 660 000 copias.
En 1985 France Gall se ofreció integrar Chanteurs Sans Frontières, de la iniciativa de Valerie Lagrange. France también fue activa voluntaria de S.O.S. Ethiopie para ayudar a paliar la terrible hambruna en Etiopía bajo la dirección del cantante de rock Renaud.
Al mismo tiempo realizó una serie de conciertos durante tres semanas en el entonces nuevo Zénith de París.
En 1985 y 1986 Gall trabajó con Berger, Richard Berry, Daniel Balavoine y Lionel Rotcage para la obra benéfica Action Écoles, una organización de voluntarios escolares que esencialmente recolectaban alimentos básicos y no perecederos para países africanos donde la hambruna y la sequía abundaban. El 14 de enero de 1986, durante un viaje a África, Balavoine muere trágicamente en un choque de helicóptero. En 1987, la canción «Évidemment», escrita por Berger y cantada por Gall, fue un emotivo homenaje a su amigo perdido. La canción aparece en el exitoso álbum «Babacar, que pasó a ser el álbum más vendido de la cantante con más de un millón de ejemplares.
El reencuentro con el éxito arrollador lo tuvo Gall al encabezar las listas de éxitos en muchos países en 1987 y 1988 con otra canción del álbum «Babacar», la famosa «Ella Elle l'a», un tributo a la cantante estadounidense de jazz Ella Fitzgerald.
Siguiendo al lanzamiento de «Babacar», Gall lanzó un nuevo show producido por Berger. Quedó en buena parte plasmado en el álbum en vivo «Le Tour de France '88».

### Años 1990
Gall se tomó un descanso a comienzos de los años 1990 y no grabó durante un buen tiempo. Sin embargo, hizo un nuevo álbum llamado «Double Jeu» junto a Berger.
Siguiendo al lanzamiento de «Double Jeu», Gall y Berger anunciaron una serie de conciertos en varios escenarios parisinos como La Cigale y el Bercy Arena. Pero una triste e inesperada tragedia suspende el proyecto al morir el mismo Berger de un repentino ataque cardíaco después de un partido de tenis el 2 de agosto de 1992.
Aunque Gall se sintió fuertemente afectada por la muerte de su marido, buscó continuar el proyecto que habían planeado. Decidió preparar presentaciones en el Bercy Arena y así promovió las canciones que ella y Berger crearon juntos. Por desgracia, Gall fue diagnosticada de cáncer de mama en abril de 1993, del cual fue exitosamente tratada en Los Ángeles. Después de ello, finalmente logró concretar lo proyectado con un gran show en Bercy.
Un año después volvió a los escenarios y presentó un nuevo show en la Sala Pleyel con nuevos músicos. El repertorio incluía canciones escritas exclusivamente por Berger.
Después de un año en Los Ángeles, Gall grabó su octavo álbum estudio, «France» en 1996. El álbum presentó sus propias versiones de algunas canciones escritas por su marido Michel Berger. El álbum está impregnado de música Hip hop y R'n'B. Gall pidió al famoso director de cine Jean-Luc Godard que produjera el videoclip de su canción «Plus haut», tomada de su álbum «France». Godard aceptó y dirigió un vídeo titulado "Plus Oh!". Este fue emitido el 20 de abril de 1996 en el canal de la televisión francesa M6.
En 1996 finalmente decidió aparecer como una artista de primera línea en el legendario teatro Olympia de París. Y en 1997 graba un show para la televisión francesa con una excepcional banda compuesta por músicos de Prince y Michael Bolton, show que aparece en el álbum «Concert Privé».

### Últimos años y muerte

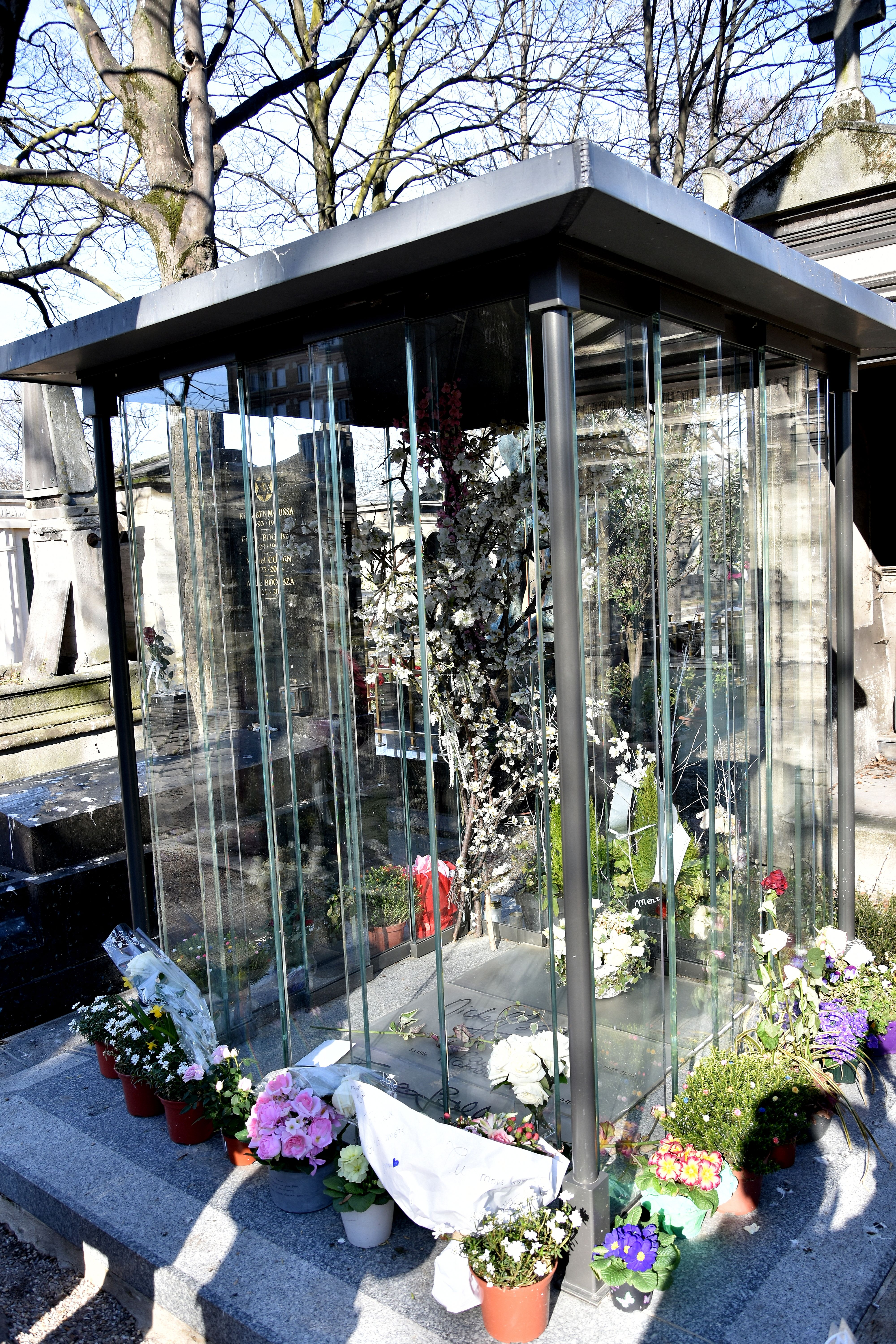
Tumba de France Gall, Michel Berger y de su hija Pauline.

La tristeza volvió a golpearla en diciembre de 1997 cuando Pauline, la hija mayor de Gall, muere de complicaciones de fibrosis quística. Su enfermedad nunca se había hecho pública. Su hijo Raphaël Hamburger es músico, compositor y productor.
Desde la muerte de su hija, Gall solo hizo apariciones ocasionales. Pero como una especie de compensación a su larga carrera, Gall participa en una película documental dirigida por Eric Guéret, «France Gall par France Gall», emitida en la televisión francesa en diciembre de 2001, obteniendo un récord de audiencia de nueve millones de telespectadores. También volvió a aparecer en otro documental del canal France 2 en 2007, llamado «Tous pour la musique» marcando el decimoquinto aniversario de la muerte de Michel Berger.
Fue la madrina de la organización caritativa Coeurs de Femmes, grupo que ayuda a mujeres sin hogar.
En los años 2010 France Gall y Bruck Dawit escriben un musical llamado «Résiste», homenajeando la carrera de Michel Berger y France Gall. El espectáculo es puesto en escena por Ladislas Chollat. En 2015 se estrena en el Palais des Sports.
El 30 de enero de 2017 aparece por última vez en público tras recibir un premio por el musical «Résiste».
Murió el 7 de enero de 2018 «tras haber desafiado desde hace dos años, con discreción y dignidad, la recidiva de un cáncer», según un comunicado de su portavoz. Recibió sepultura en el panteón familiar del Cementerio de Montmartre en París.

## En la ficción
Gall fue interpretada en el cine en dos ocasiones hasta la actualidad:
- 2010 : Gainsbourg (vie héroïque), película de Joann Sfar: interpretada por Sara Forestier.
- 2012 : Cloclo, película de Florent-Emilio Siri: interpretada por Joséphine Japy.

## Discografía

### Sencillos publicados en Francia
| - 1963 - Ne sois pas si bête - 1964 - N'écoute pas les idoles - 1964 - La cloche - 1964 - Laisse tomber les filles - 1964 - Sacré Charlemagne - 1965 - Poupée de cire, poupée de son - 1965 - Attends ou va-t'en - 1966 - L'Amérique - 1966 - Baby pop - 1966 - Les sucettes - 1966 - Bonsoir John-John - 1967 - La petite - 1967 - Teenie Weenie Boppie - 1967 - Chanson indienne - 1968 - Dady da da - 1968 - Y'a du soleil à vendre - 1968 - 24 / 36 - 1969 - Homme tout petit - 1969 - Les années folles - 1969 - Baci, baci, baci - 1970 - Zozoï - 1970 - Les éléphants - 1970 - Mon aéroplane | - 1971 - C'est cela l'amour - 1971 - Caméléon caméléon - 1972 - Frankenstein - 1972- 5 minutes d'amour - 1973 - Par plaisir - 1974 - La déclaration d'amour - 1974 - Mais, aime la - 1975 - Comment lui dire - 1976 - Ce soir je ne dors pas - 1976 - Ça balance pas mal à Paris (con Michel Berger) - 1977 - Musique - 1977 - Si, maman si - 1978 - Le meilleur de soi-même - 1978 - Viens je t'emmène - 1979 - Besoin d'amour - 1980 - Il jouait du piano debout - 1980 - Bébé, comme la vie - 1980 - Les aveux (con Elton John) - 1981 - Tout pour la musique - 1981 - Amor También - 1984 - Débranche - 1984 - Hong Kong Star - 1984 - Calypso | - 1985 - Cézanne peint - 1987 - Babacar - 1987 - Ella, elle l'a - 1988 - Évidemment - 1988 - Papillon de nuit - 1989 - La chanson d'Azima - 1992 - Laissez passez les rêves (con Michel Berger) - 1992 - Superficiel et léger (con Michel Berger) - 1993 - Les élans du coeur (con Michel Berger) - 1993 - Mademoiselle Chang - 1994 - Si, maman si (live) - 1994 - La chanson de la négresse blonde (live) - 1994 - Paradis Blanc (live) - 1994 - Les princes des villes - 1996 - Plus haut - 1996 - Privée d'amour - 1996 - Message personnel - 1997 - Résiste (remix) - 1997 - Attends ou va-t'en (en directo) - 2004 - La seule chose qui compte (inédito) - 2004 - Une femme, tu sais (inédito) |

### Sencillos en español

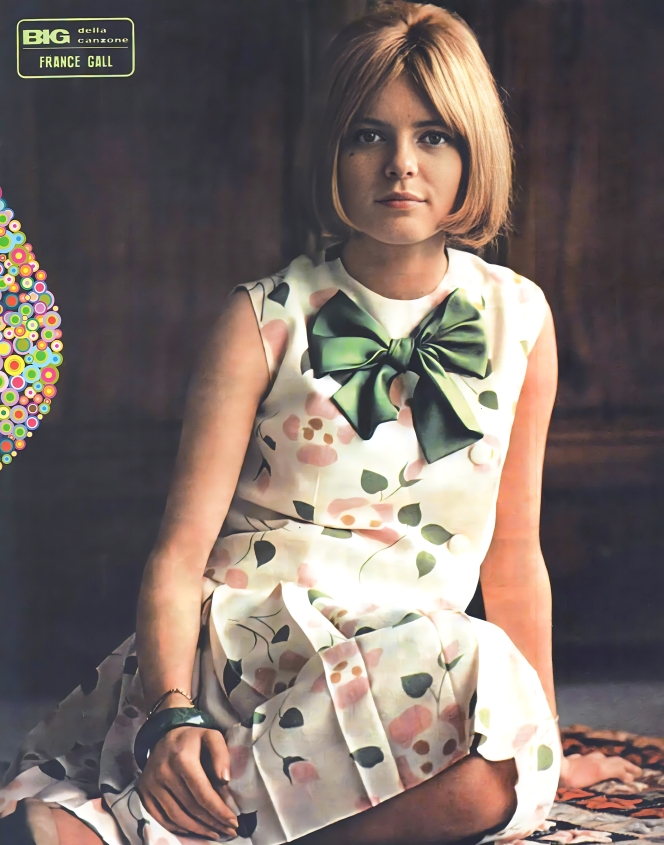
Gall posando para la revista BIG de Italia

- 1969 - La lluvia
- 1970 - Los años locos

### Álbumes estudio
- France Gall (PHILIPS - 1964)
- France Gall (PHILIPS - 1965)

- Baby pop (PHILIPS - 1966)
- Les sucettes (PHILIPS - 1967)
- 1968 (PHILIPS - 1968)
- Les années folles (LA COMPAGNIE - 1973)
- France Gall (ATLANTIC - 1975)
- France Gall (PATHÉ MARCONI - 1976)
- Dancing disco (ATLANTIC - 1977)
- Starmania (varios artistas, 1978)
- Paris, France (ATLANTIC - 1980)
- Tout pour la musique (ATLANTIC - 1981)
- Débranche (APACHE - 1984)
- Babacar (APACHE - 1987)
- Double jeu (APACHE - 1992)
- France (APACHE - 1996)

### Álbumes en directo
- France Gall Live (1978)
- Starmania - Le spectacle (varios artistas, 1979)
- Palais des Sports (1982)
- France Gall au Zénith (1985)
- Le tour de France 88 (1988)
- Simple je - débranchée à Bercy 93 (1993)
- Simple je - rebranchée à Bercy 93 (1994)
- Concert acoustique M6 - Concert public Olympia (1997)